# 조아라 (1984년)
조아라(본래 1984년 1월 11일 ~ )은 대한민국의 배우이다.
2003년 MBC 소설극장 《그대 아직도 꿈꾸고 있는가》로 데뷔했다. 
- 이후 드라마 《그 여자》(2005), 《외과의사 봉달희》(2007) 그리고 영화 《그 남자의 책 198쪽》(2008)에 출연하면서 배우로서 경력을 쌓았다.

## 학력
- 서울구의초등학교 1996년 졸업
- 봉의여자중학교 1999년 졸업
- 명성여자고등학교 2002년 졸업
- 동국대학교 연극학부 졸업

## 연기 활동

### 드라마
- 2003년 MBC 소설극장 《그대 아직도 꿈꾸고 있는가》 ... 김연주 역
- 2005년 SBS 금요드라마 《그 여자》... 작가 조선경 역
- 2007년 SBS 드라마스페셜 《외과의사 봉달희》... 이간호사 역
- 2007년 SBS 주말 특별기획 드라마 《불량커플》... 서은자 역
- 2012년 MBC 주말 특별기획 드라마 《신들의 만찬》
- 2012년 tvN 수목드라마 《제3병원》... 한상준의 부인 역
- 2013년 tvN 목요드라마 《식샤를 합시다》... 성형외과 상담실장 역
- 2014년 드라마큐브 금요드라마 《시크릿러브》라일락 ... 인혜 역
- 2018년 tvN 주말드라마 《라이브》... 피씨방엄마 역
- 2019년 tvN 주말드라마 《호텔델루나》... 나지선 역
- 2020년 JTBC 금토드라마 《부부의 세계》... 장미연 역
- 2020년 tvN 주말드라마 《스타트업》... 정대리 역
- 2022년 tvN 주말드라마 《우리들의 블루스》... 인정 역
- 2024년 tvN 토일드라마 《감사합니다》 … 인사팀장 역
- 2024년 Netflix 오리지널 드라마 《아무도 없는 숲속에서》… 최 관장 역

### 영화
- 2008년 《그 남자의 책 198쪽》 선미 역

### 연극
- 2016년 《헨리4세-왕자와 폴스타프》 ... 돌티어시트 역
- 2016년 《함익》 홍보라 역
- 2019년 《창작극 '함익'》 홍보라 역

### 뮤지컬
- 2009년 《진짜진짜 좋아해》 고소영 역

### 뮤직비디오
- 2006년 SS501 - 4CHANCE